# Муранка
Муранка — река в России, протекает в Самарской области. До образования Куйбышевского водохранилища Муранка впадала в Усу в 45 км по левому берегу. Теперь впадает в Усинский залив Куйбышевского водохранилища. Длина реки составляет 13 км.
На реке стоит село Муранка.

## Данные водного реестра
По данным государственного водного реестра России относится к Нижневолжскому бассейновому округу, водохозяйственный участок реки — Куйбышевского водохранилища от посёлка городского типа Камское Устье до Куйбышевского гидроузла, без реки Большой Черемшан, речной подбассейн реки — подбассейн отсутствует. Речной бассейн реки — Волга от верхнего Куйбышевского водохранилища до впадения в Каспий.
Код объекта в государственном водном реестре — 11010000512112100005588.